# Ludynia
Ludynia is een plaats in het Poolse district  Włoszczowski, woiwodschap Święty Krzyż. De plaats maakt deel uit van de gemeente Krasocin en telt 401 inwoners.

## Verkeer en vervoer
- Station Ludynia